# Kế hoạch phá hoại việc sản xuất vũ khí hạt nhân của Khối Đồng Minh
Kế hoạch phá hoại việc sản xuất vũ khí hạt nhân của Khối Đồng Minh thời Chiến tranh thế giới thứ hai là một chuỗi những chiến dịch, trọng tâm vào năm 1943 phá hủy nhà máy Vermork sản xuất nước nặng nhằm làm chậm kế hoạch sản xuất vũ khí hạt nhân của Đức Quốc Xã.
Kế hoạch đã thành công, góp phần làm chậm giấc mơ bom hạt nhân của Adolf Hitler, mà theo các sử gia, nếu như không có vụ này thì chưa biết cuộc chiến sẽ xoay chiều ra sao, nhất là trong trường hợp chiến tranh kéo dài và Hoa Kỳ thất bại trong dự án Manhattan. Mặc dù chương trình nguyên tử của Hitler gặp không ít khó khăn bởi sai lầm của nhà vật lý Werner Heisenberg khi dùng nước nặng thay cho than chì để làm tác nhân điều tiết trong quá trình chế tạo Urani. Nước nặng không chỉ kém hiệu quả hơn than chì mà còn khó sản xuất với số lượng lớn. Điều này đồng nghĩa với việc phải phụ thuộc hoàn toàn vào nguồn cung cấp từ nhà máy Vemork ở Na Uy. Đáng chú ý nhất là chủ nghĩa bài Do Thái. Tầng đầu tiên của vật lý năng lượng cao (Einstein, Bohr, Fermi, và Robert Oppenheimer) đã làm nhiều nghiên cứu ở Đức, đều là người Do Thái hay trong trường hợp của Enrico Fermi, kết hôn với người Do Thái. Robert Oppenheimer, một người Mỹ gốc Do Thái, cũng bởi niềm xác tín và đi theo xã hội chủ nghĩa, và đã liên kết với Đảng Cộng sản. Khi họ rời Đức, chỉ có một nhà vật lý nguyên tử còn lại ở Đức là Werner Heisenberg.

## Bối cảnh
Năm 1934, nhà máy Vemork của Na Uy do Công ty Norsk Hydro điều hành là nơi sản xuất nước nặng đầu tiên trên thế giới. Vào thời điểm đó, các khoa học gia đã biết được rằng nước nặng có thể dùng trong quá trình sản xuất vũ khí hạt nhân.
Ngày 9 tháng 4 năm 1940, Đức Quốc Xã chiếm Na Uy. Trước đó, mặc dù Na Uy là quốc gia trung lập nhưng do biết được phát hiện của Otto Hahn trong việc kiểm soát neutron bằng nước nặng nên Cơ quan Tình báo quân sự Pháp - Deuxième đã cử ba sĩ quan là trung tá Mossé, đại úy Muller và đại úy Knall Demars đến Na Uy, hỏi "mượn" ông Albert - giám đốc nhà máy Vermork toàn bộ 185 kg nước nặng rồi chuyển về Pháp vì sợ nó lọt vào tay quân Đức Quốc Xã.
Năm 1941, khi Đức Quốc Xã chiếm nước Pháp, nhà khoa học hạt nhân người Pháp là Frédéric Joliot-Curie đã chôn giấu 185 kg nước nặng ấy trong hầm Ngân hàng Banque de France rồi chuyển nó đến Bordeaux, đưa lên tàu Broompark sang Anh.
Tuy nhiên, do nhà máy Vermork vẫn còn đủ khả năng sản xuất nước nặng nên với Khối Đồng Minh, Vermork là một hiểm họa cận kề vì Đức Quốc xã sẽ dùng nó để chế tạo bom nguyên tử.
Sau khi chiếm được nhà máy nước nặng Vermork, Đức Quốc Xã lập tức đẩy nhanh chương trình nghiên cứu chế tạo bom nguyên tử dưới sự lãnh đạo của Otto Hahn. Từ tháng 6 năm 1940, nhà máy Vermork bắt đầu sản xuất nước nặng với công suất 100 kg/tháng. Theo tính toán của Otto Hahn, để làm ra một quả bom nguyên tử thì phải cần đến 5.000 kg nước nặng nên Adolf Hitler đã ban hành một chỉ thị đặc biệt, yêu cầu phải bảo vệ Vermork bằng mọi giá,
Vì vậy, phá hủy nhà máy Vermork là yêu cầu cấp thiết của Khối Đồng Minh.

## Các chiến dịch

### Chiến dịch Grouse
Gần một năm sau ngày Đức chiếm Na Uy, Cơ quan Hành động đặc biệt Anh quốc - SOE chỉ thị cho 4 điệp viên nằm vùng người Na Uy ở cao nguyên Hardanger, phía trên nhà máy Vermork, chuẩn bị đón một nhóm biệt kích SOE. Do tính sai hướng gió lúc nhảy dù, nhóm biệt kích mất ba ngày di chuyển mới gặp được 4 điệp viên Na Uy. Hệ quả là lúc điệp viên Na Uy mở điện đài liên lạc với Trung tâm chỉ huy SOE thì nơi đây nghi ngờ cả nhóm đã lọt vào tay quân Đức bởi lẽ theo kế hoạch, 12 tiếng đồng hồ kể từ khi nhóm SOE nhảy dù rồi khi gặp nhau, phía Na Uy phải báo cáo về London nhưng họ lại im lặng suốt 3 ngày. Cuộc điện đàm bị bộ phận mã thám của Cơ quan Tình báo quân đội Đức - Abwehr phát hiện, nhóm SOE và 4 điệp viên phải chạy trốn vì bị lính Đức săn lùng nên kế hoạch đặt mìn phá hủy nhà máy nước nặng Vermork bị hủy bỏ.

### Chiến dịch Freshman
Ngày 19 tháng 10 năm 1942, một lần nữa SOE tiếp tục thực hiện một chiến dịch với mục đích phá hủy nhà máy Vermork. Bằng cách sử dụng hai tàu lượn Airspeed Horsa, mỗi chiếc gồm 2 phi công điều khiển và 15 biệt kích, được kéo bởi 2 máy bay ném bom Handley Page Halifax, cất cánh từ sân bay Skitten, Anh dự định hạ cánh xuống mặt hồ Mosvatn đã đóng băng, gần nhà máy Vermork. Không may, tàu lượn đưa họ xuống khu vực lại gặp nạn trong điều kiện thời tiết cực xấu. Những dân quân Na Uy đã không thể tiếp cận khu vực tàu lượn lâm nạn và tất cả những người sống sót đều bị Đức Quốc xã hành quyết.

### Chiến dịch Gunnerside

#### Kế hoạch
Ngày 11 và 12 tháng 2 năm 1943, các máy bay Handley Page Halifax của Không quân Hoàng gia Anh lần lượt thả xuống các vị trí cách nhà máy Vermork từ 5 đến 8 km những thùng chứa lương thực, trang thiết bị và 6 biệt kích người Na Uy, 8 biệt kích SOE chỉ huy bởi thiếu tá Jens-Anton Poulsson nhảy dù xuống.
Ngày 16 tháng 2 năm 1943, nhóm này gặp được nhóm 9 người Na Uy (với mật danh Swallow) đang ẩn trốn trong rừng sau chiến dịch Freshman thất bại. Họ thống nhất cuộc tấn công phá hủy nhà máy nước nặng Vermork sẽ được tiến hành vào nửa đêm ngày 27, rạng sáng ngày 28 tháng 2.
Các cuộc trinh sát của biệt kích SOE diễn ra vào các đêm 19, 20, 21 cho thấy sau chiến dịch Freshman, Đức Quốc Xã đã gài mìn ở những nơi nghi ngờ quân Anh có thể dùng để đột nhập, đồng thời đặt thêm nhiều đèn pha, bố trí các đội tuần tra xung quanh nhà máy. Riêng với cây cầu dài 75m bắc qua sông Mana, cửa ngõ chính dẫn vào nhà máy, được bảo vệ bởi một đại đội đặc biệt tinh nhuệ Schutzstaffel cùng 4 xe bọc thép và nhiều súng đại liên.
Điểm mấu chốt là họ có được một nhân viên tình báo người Na Uy tên Skinnarland làm việc trong Nhà máy Vemork cũng như Johansen - nhân viên trực kỹ thuật người Na Uy sẵn sàng hợp tác. Nhờ vậy, nắm được rõ tình hình và hoạch định kế hoạch tấn công. Theo kế hoạch, họ sẽ xuất phát từ dưới khe núi, cách chỗ cây cầu bắc qua sông Mana 2 km. Tiếp theo, họ  vượt sông Mana đã đóng băng rồi leo lên ngọn đồi đối diện với nhà máy Vermork. Sau đó họ đi dọc tuyến đường sắt dẫn thẳng vào sân nhà máy. Tuyến đường sắt không hề có lính canh vì quân Đức tin rằng người Anh không thể nào đi lên từ dưới khe núi vì nó cao 372 m với hầu hết là những gờ đá dựng đứng.

#### Diễn biến
22 giờ 30 phút ngày 27 tháng 2, nhóm phá hủy nhà máy Vermork gồm 8 biệt kích SOE và 6 biệt kích Na Uy bắt đầu xuất phát, số còn lại làm nhiệm vụ dự phòng.
0 giờ 30 phút ngày 28 tháng 2, họ tiếp cận cánh cổng bằng sắt của nhà máy sau khi đã bố trí 4 biệt kích Na Uy làm nhiệm vụ chặn hậu. Theo lệnh của thiếu tá Jens-Anton Poulsson, cả tám biệt kích SOE sẽ cùng ông xuống tầng hầm nằm sâu dưới đất 10,3 m, nơi đặt các máy điện phân còn 2 biệt kích Na Uy ở lại để đánh trả lính Đức Quốc Xã nếu bị phát hiện.
Thiếu tá Jens-Anton Poulsson chia nhóm SOE làm hai, mỗi nhóm mang theo một balô thuốc nổ, đi thẳng đến cánh cửa dẫn xuống tầng hầm nhưng nó đã bị khóa. Cánh cửa dẫn xuống hầm đặt máy điện phân là một dạng cửa cuốn, điều khiển bằng dây cáp. Vì vậy cách chọn lựa duy nhất là xuống bằng đường ống đặt cáp. Hai người trong nhóm biệt kích là Joachim Ronneberg và Kayser nhanh chóng trèo lên đỉnh trục rồi trườn người vào lỗ trục. Khéo léo lách qua những bó dây cáp, cả hai xuống đến tầng hầm. 
Sau khi đã vào bên trong căn hầm đặt các máy điện phân hydro để cho ra amonia cùng sản phẩm phụ là nước nặng, người duy nhất mà nhóm biệt kích gặp là Johansen. Johansen dẫn họ đến hai máy điện phân đang hoạt động. Ngay lập tức Joachim Ronneberg mở ba lô, lần lượt đặt những thỏi thuốc nổ hình cây xúc xích vào tua bin của máy điện phân rồi bấm đồng hồ hẹn giờ để họ đủ thời gian rút lui nhưng trước khi rút, họ sẽ cố ý bỏ lại 1 khẩu súng tiểu liên Thompson với mục đích đánh lừa quân Đức là lực lượng quân đội Anh tập kích chứ không phải là du kích quân Na Uy, phòng việc quân Đức tàn sát dân địa phương để trả thù.
Kết quả: khoảng 3.000 kg nước nặng - tức sản lượng của nhà máy trong 4 hoặc 5 tháng - bị phá hủy hoàn toàn. Lập tức, 3.000 lính Đức được tung ra để truy lùng nhưng 5 biệt kích SOE bằng ván trượt tuyết đã vượt 400 km đến Thụy Điển, 2 biệt kích khác đi Oslo để hỗ trợ phong trào kháng chiến Milorg. Riêng nhóm điệp viên Na Uy và anh thợ bảo trì Johansen, họ tản mát trong những làng xóm xung quanh như những người dân thường, chờ đợi những nhiệm vụ tiếp theo.

### Phá hoại bằng không quân
Chỉ hai tháng sau, Đức đã cho tái thiết Nhà máy Vemork. Các toán đặc công Na Uy tiếp tục lên kế hoạch tấn công nhưng không thực hiện được do binh lính Đức Quốc xã canh phòng nghiêm ngặt quá. Mãi cho đến cuối năm 1943, phe đồng minh mới tiến hành các cuộc không kích nhắm vào nhà máy này.
Giữa tháng 11 năm 1943, Không quân Hoàng gia Anh và Không quân Hoa Kỳ mở đợt tấn công với 143 máy bay ném bom hạng nặng Boeing B-17 Flying Fortress với 711 quả bom. Gần cuối tháng, họ đánh nhà máy thủy điện Rjukan để cắt đứt nguồn cung cấp điện năng cho nhà máy Vermork. Tuy nhiên, do những trận bão tuyết và gió lớn mùa đông đã khiến bom rơi tản mát nên nhà máy Vermork vẫn còn có thể sản xuất nước nặng, thậm chí là nhiều hơn với 4 máy điện phân.

### Đánh chìm phà vận chuyển
Trước tình hình đó, nhà khoa học Otto Hahn đề nghị di chuyển toàn bộ số nước nặng ở nhà máy Vermork về Đức, lúc ấy có khoảng 1.500 kg. Theo kế hoạch, những thùng nước nặng sẽ đi xe lửa từ nhà máy Vermork xuống thung lũng Rjukan rồi chất lên một chiếc phà, vượt qua hồ Tinn và lại tiếp tục lên xe lửa về Đức và thời gian thực hiện được Otto Hahn ấn định là nửa đêm ngày 20 tháng 2 năm 1944.
Trong lúc tại Đức, ngoài 500 kg nước nặng đã thu được từ năm 1940 đến ngày nhà máy bị biệt kích SOE phá hủy, cộng với 1.500 kg sẽ đưa về thì các nhà khoa học hạt nhân Đức cũng khẩn trương xây dựng một nhà máy sản xuất nước nặng khác ở miền Nam nước Đức, nhằm cung cấp đủ số lượng cần thiết cho một quả bom nguyên tử.
Hitler đồng ý với phương án này. Chỉ 2 ngày sau khi cuộc họp diễn ra, nội dung về việc di chuyển 1.500 kg nước nặng ở nhà máy Vermork đã được một điệp viên nằm vùng của SOE tại Berlin gửi về London. Không chút chậm trễ, SOE chỉ thị cho Knut Haukelid, điệp viên người Na Uy nằm vùng ở Vermork, phải tổ chức một cuộc tấn công phá hủy chiếc phà chở nước nặng.
Knut Haukelid tuyển dụng được hai người và một trong hai người này là Lier Hansen, thợ máy trên chiếc phà được dùng để chở 1.500 kg nước nặng. Theo kế hoạch, Lier Hansen sẽ đặt 8 kg thuốc nổ trong hầm máy. Sau đó, lợi dụng bóng tối, anh ta sẽ lẻn xuống nước một cách êm thấm rồi bơi vào bờ. Khi phà nổ, xem như Hansen đã thiệt mạng nên gia đình anh ta không sợ bị quân Đức trả thù.
17 giờ 50 phút ngày 20 tháng 2 năm 1944, Lier Hansen khoác chiếc túi đồ nghề lên phà như thường lệ nhưng trong túi có 8 kg thuốc nổ và 2 kíp nổ, còn Knut Haukelid đóng vai một người đưa tiễn thân nhân, đứng gần đó để cảnh giới. Đến 21 giờ 30 tối, chiếc đầu máy xe lửa kéo theo ba toa chở những thùng nước nặng xuất hiện, 12 lính Đức nhanh chóng bốc nó lên phà. Tổng cộng có tất cả 15 thùng. Đến 22 giờ, lại có thêm vài người dân lên phà.
Ở dưới hầm máy, Lier Hansen bắt đầu chỉnh đồng hồ hẹn giờ kíp nổ. Đến 23 giờ 20 phút, chiếc phà phát nổ và chìm ngay chỗ nước sâu nhất cùng 14 người dân Na Uy, 12 lính Đức làm nhiệm vụ bốc vác và 15 thùng nước nặng.
Ngay sau vụ nổ, lính Đức từ nhà máy Vermork tràn xuống rồi lập các chốt kiểm soát ở một số vị trí xung quanh hồ. Đến sáng, trên mặt hồ xuất hiện 4 chiếc thùng và điều này có nghĩa là số nước nặng trong thùng không được đổ đúng khối lượng nên nó mới nổi lên. Theo suy đoán của Khối Đồng Minh, có thể nó lại được đưa về Đức nhưng với vài trăm kg nước nặng, quả bom nguyên tử của Hitler chỉ còn là ảo vọng.

## Vinh danh
Với chiến công phá hủy thành công nguồn nước nặng duy nhất của phát xít Đức trong Chiến tranh thế giới thứ hai, Joachim Ronneberg được trao tặng nhiều huân huy chương cao quý cho những cống hiến của mình. Người ta còn cho xây dựng một viện bảo tàng và bức tượng to bằng người thật của Ronneberg trước Tòa thị chính thành phố Ålesund, Na Uy. Ở mặt trước đế chân tượng có khắc dòng chữ "Hòa bình và tự do không tự nhiên mà có".

## Chuyển thể
Câu chuyện về biệt đội phá hoại nhà máy Vemork trong Chiến tranh thế giới thứ hai đã trở thành đề tài và tư liệu cho các nhà làm phim xây dựng thành các bộ phim ăn khách, đồng thời các sử gia cũng viết ra nhiều quyển sách tham khảo hữu ích:
- Phim "Heroes of Telemark" do Anh sản xuất (1965)[6]
- Bộ phim dài 6 tập "The Heavy Water War" của Đài Truyền hình NRK - Na Uy (2015)[5]
- Sách "Hunting Hitler's Nukes: The Secret Race to Stop the Nazi Bomb" (Truy tìm hạt nhân của Hitler: Cuộc chạy đua bí mật ngăn quả bom phát xít) của tác giả Damie Lewis[6]